# رانیناگر
رانیناگر (به لاتین: Raninagar) یک منطقهٔ مسکونی در بنگلادش است که در ناحیه نوگان واقع شده‌است. رانیناگر ۲۵۸٫۳۳ کیلومتر مربع مساحت و ۱۸۴٬۷۷۸ نفر جمعیت دارد.